# Gabita
Gabita (Gabitha; em árabe: Jabiya) foi uma cidade que é referida em várias fontes siríacas da Alta Idade Média como sendo a principal base militar dos Gassânidas, uma tribo árabe cristã que foi aliada do Império Bizantino durante a conquista muçulmana da Síria do século VII. A cidade é também referida como a capital gassânida, que no tempo da expansão islâmica era Bostra.
Situa-se nos montes Golã, atualmente no sudoeste da Síria, a noroeste da atual cidade de Nawa, na província de Dara, perto da fronteira com Israel. Foi o local onde, em 634, foi travada a batalha de Gabita (ou batalha de Jabia), entre o exército bizantino comandado por Teodoro, o irmão do imperador Heráclio, e as tropas muçulmanas do Califado Ortodoxo comandadas por Abu Ubaidá ibne Aljarrá e Xurabil ibne Haçana. A batalha saldou-se numa derrota dos Bizantinos.
Em algumas fontes, sobretudo contemporâneas, por vezes confunde-se essa batalha de Jabia (ou Gabita) com a Batalha de Jarmuque, travada em agosto de 636. A confusão é possivelmente acentuada pelo facto de que os primeiros confrontos que deram origem à batalha de Jarmuque propriamente dita em 636 deram-se nas imediações de Gabita alguns dias ou semanas antes, o que levou o historiador Walter Kaegi a chamar aquele conflito "batalha de Jabia-Jarmuque".
Segundo a tradição, o general das conquistas ortodoxas Abu Ubaidá ibne aljarrá viveu os seus últimos dias em Jabia e foi lá sepultado. No entanto, o mausoléu de Abu Ubaidá, de construção relativamente recente, encontra-se em Deir Alla, na Jordânia, cerca de 90 km a sudoeste em linha reta da Gabita dos Gassânidas.
Jabia deu o nome a uma das portas das muralhas de Damasco: Babal Jabia, a principal entrada ocidental da cidade antiga, que na época romana era chamada Porta de Júpiter.